# Wheels
«Wheels» es un sencillo del grupo de rock alternativo Foo Fighters. El sencillo fue lanzado en la radio el 23 de septiembre de 2009, aunque la canción fue lanzada oficialmente el 29 de septiembre de 2009. 
La canción tuvo su estreno en vivo en la Casa Blanca como parte de una celebración Día de la Independencia en honor a los miembros del servicio militar.
La canción Wheels, así como la canción Word Forward fueron grabadas para el álbum recopilatorio, Greatest Hits con el productor Butch Vig.

## Recepción

### Crítica
Benjamin Sheehan de la revista Billboard dice: 

"La canción tiene un estilo parecido al de Weezer o The Fray, y vuela con riffs cargados de comentarios, oportunamente deja de tartamudear y tiene un equilibrio suave de guitarras eléctricas y acústicas. Los acordes de la canción subrayan la frustración de Dave Grohl y como lamenta el fracaso de la vida para cumplir con sus expectativas"."

### Éxito en las listas
La canción debutó en el n.º 73 en el Billboard Hot 100, siendo la máxima posición alcanzada por uno de sus sencillos desde 2007 con su éxito "The Pretender".
En las semanas siguientes a su lanzamiento descendió al puesto 96 en la tabla, pero en las listas de Billboard el 21 de noviembre de 2009 superó la posición y escaló al puesto n.º 72. 
El 14 de noviembre de 2009 la canción alcanzó el puesto número 1 en la lista de Rock Songs, por lo que es el único primer puesto de la banda en dicha lista. 
Hasta la fecha ha llegado al puesto n.º 3 en 
las listas de Alternative Songs y al puesto n.º 4 en la lista de Hot Mainstream Rock Tracks.

## Videoclip
El vídeo musical fue dirigido por Sam Brown, quien previamente había dirigido el video de The Pretender. El video se desarrolla en un estudio de grabación donde la banda está tocando la canción, y fue lanzado en el mes de octubre de 2009.

## Lista de canciones
| Foo Fighters - Wheels |        |          |  |
| N.º                   | Título | Duración |  |

## Posición en las listas
| Lista (2009)                              | Posición position |
| ----------------------------------------- | ----------------- |
| Australian Singles Chart                  | 21                |
| Canadian Hot 100                          | 22                |
| Irish Singles Chart                       | 40                |
| New Zealand Singles Chart                 | 13                |
| Sverigetopplistan                         | 24                |
| UK Singles Chart                          | 22                |
| U.S. Billboard Hot 100                    | 72                |
| U.S. Billboard Rock Songs                 | 1                 |
| U.S. Billboard Alternative Songs          | 3                 |
| U.S. Billboard Hot Mainstream Rock Tracks | 4                 |

| "Wheels" en el Nederlandse Top 40 - 31-10-2009 | "Wheels" en el Nederlandse Top 40 - 31-10-2009 | "Wheels" en el Nederlandse Top 40 - 31-10-2009 | "Wheels" en el Nederlandse Top 40 - 31-10-2009 | "Wheels" en el Nederlandse Top 40 - 31-10-2009 | "Wheels" en el Nederlandse Top 40 - 31-10-2009 | "Wheels" en el Nederlandse Top 40 - 31-10-2009 |
| Semana                                         | 1                                              | 2                                              | 3                                              | 4                                              | 5                                              |                                                |
| ---------------------------------------------- | ---------------------------------------------- | ---------------------------------------------- | ---------------------------------------------- | ---------------------------------------------- | ---------------------------------------------- | ---------------------------------------------- |
| Posición                                       | 33                                             | 25                                             | 19                                             | 28                                             | 39                                             |                                                |